# Oldřich Dobrovolný
Oldřich Dobrovolný (1. července 1908 Jihlava – 28. března 1942 Auschwitz) byl český pedagog, sokolský činovník, odbojář a oběť nacismu.

## Život
Oldřich Dobrovolný se narodil 1. července 1908 v Jihlavě. V rodném městě vystudoval gymnázium a dále tělesnou výchovu a zeměpis na Pedagogické fakultě Masarykovy univerzity v Brně. Po krátkém působení na gymnáziu ve Valašském Meziříčí učil od roku 1934 tělesnou výchovu a český jazyk na Státním reálném gymnáziu v Prostějově. Od dětství byl členem Sokola, kde působil jako činovník i v dospělosti a stal se náčelníkem prostějovské župy. Byl aktivním sportovcem a sportovním organizátorem. Organizoval veřejná cvičení, tělocvičné akademie a v roce 1938 středoškolské hry coby doprovodnou akci k X. všesokolskému sletu. Po německé okupaci v březnu 1939 vstoupil do sokolského protinacistického odboje. Dne 8. října 1941 byl zatčen gestapem v rámci Akce Sokol. Dne 6. března 1942 byl převezen do koncentračního tábora Auschwitz, kde 25. téhož měsíce zahynul.